# フレデリコ・カルロス・オエーネ
フレデリコ・カルロス・オエーネ（Frederico Carlos Hoehne、1882年2月1日 - 1959年3月16日）はブラジルの植物学者である。『ブラジルのラン科図鑑』（"Iconografia de Orchidaceas do Brasil"）の編者であり、サンパウロ植物園の設立に貢献した。

## 略歴
ミナスジェライス州のジュイス・デ・フォーラで生まれた。父親はドイツからの移民である。1907年にドイツ生まれの女性と結婚した。父親もランの収集家であったので、幼い頃からランの栽培をした。1899年に高校を卒業すると、独学でラン科などの植物の専門家となった。1907年に故郷の商工会議所の会長の推薦で、リオデジャネイロのブラジル国立博物館国立博物館の園芸主任の仕事を得た。博物館では植物の収集のためにブラジル各地を学術調査した。1917年からサンパウロに住み、医療機関のために薬用植物を栽培する仕事につき、後に薬用植物研究所の栽培部門を立ち上げた。1923年からサンパウロ博物館の植物部門で働き、1923年から農業、生物学研究所（後にサンパウロ植物学研究所となる）で働き1952年に引退した。1928年からサンパウロ植物園設立のために活動し、サンパウロ植物園は1938年に開園した。
1929年にゲッティンゲン大学から名誉博士号を受けた。

## 著作
- Bromeliaceas e Orchidaceas, 1916
- Araucarilandia, 1930.
- Leguminosas - Papilionadas, 1940-41.
- Aristolochiaceas, 1942
- Iconografia de Orchidaceas do Brasil, 1949